# Kyllaros (Kentaur)

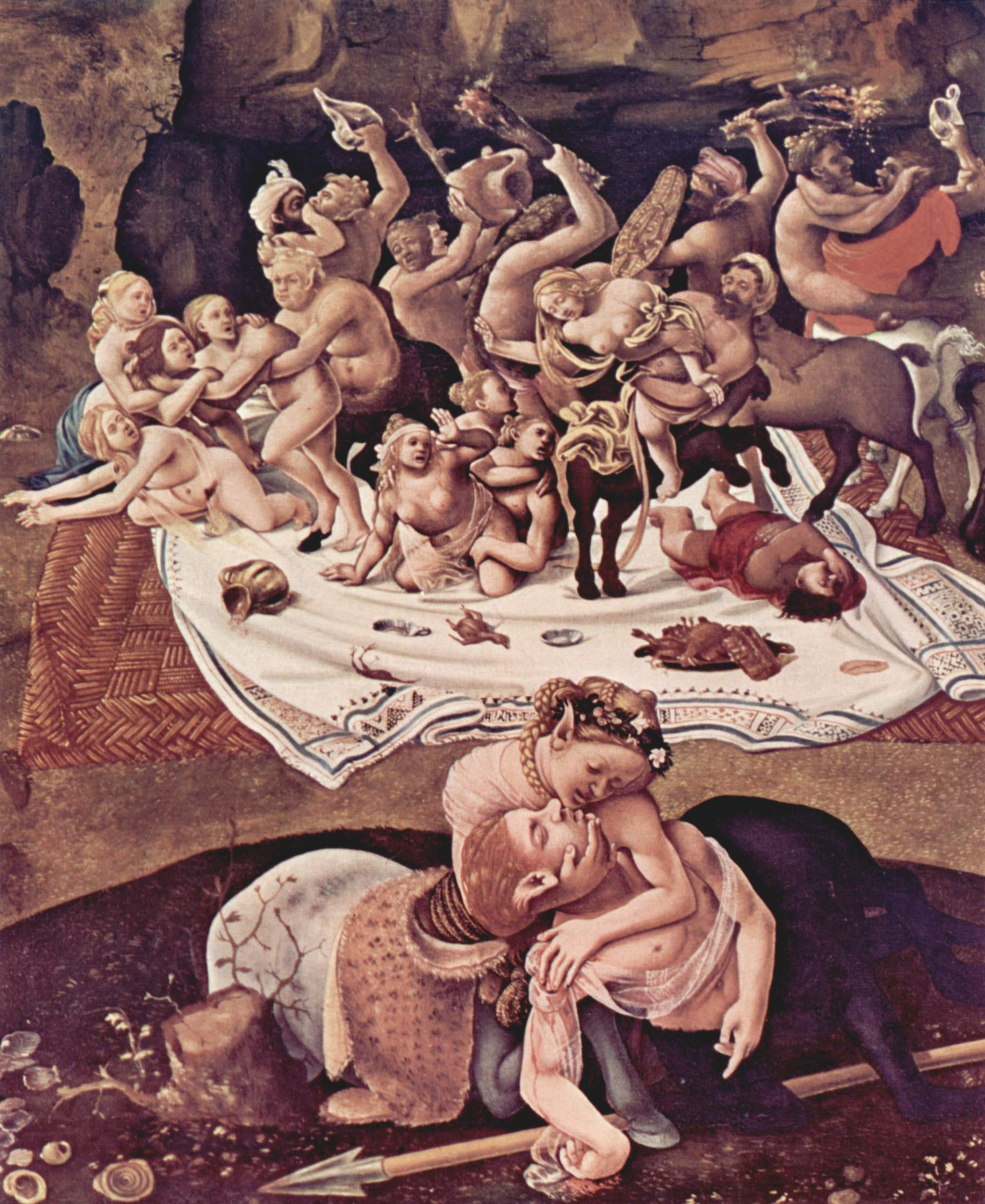
Piero di Cosimo: Hylonome fängt mit ihrem Mund Kyllaros' entweichende Seele auf.

Kyllaros (altgriechisch Κύλλαρος Kýllaros) ist in der klassischen Mythologie ein Kentaur, der zusammen mit seiner Kentaurenfrau Hylonome auf Peirithoos’ Hochzeit, die zu einem Gemetzel zwischen Kentauren und Lapithen (Kentauromachie) ausartet, teilnimmt und stirbt. Sein Mythos findet sich ausschließlich im 12. Buch der Metamorphosen Ovids.

## Aussprache und Etymologie
Episode und Name des Kentauren wurden von Ovid erfunden.
Sein Name lautet auf altgriechisch: Κύλλαρος, Kýllaros; auf Latein: Cyllarus oder Cyllaros; Akkusativ bei Ovid, Vers 408: Cyllaron; Vokativ, Vers 393 und 421: Cyllare. Sprich lateinisch und deutsch: 'Kyl-la-rus oder 'Kyl-la-ros; Betonung auf der ersten Silbe, da zweite und dritte Silbe kurz.
Die Namen der Kentauren beziehen sich häufig auf Pferde.
Ovid hat wohl für seine Erzählung den Namen von Kyllaros, dem Wunderpferd der Dioskuren Castor und Pollux übernommen. In Vers 401 stellt er selbst den Bezug her: Castore dignus erit ‚er ist des Castors würdig‘.
Kyllaros ist möglicherweise verwandt mit dem griechischen Verb κέλλειν kéllein und dem nicht gebräuchlichen lateinischen cellĕre, beide in der Bedeutung treiben, bewegen, passend zum pferdeähnlichen Kentauren, substantiviert: der Vorwärtstreibende und dann auch der Schnelle. Papaioannou schlägt vor: Ableitung von κυλλόσ kyllós, deutsch ‚krummbeinig, klumpfüßig‘, was auch gut zu einem Pferd oder Kentauren passt.

## Mythos und rhetorische Gestaltung
Nestor erzählt während des Trojanischen Kriegs bei einem Siegesmahl zu Ehren des Achills das Gemetzel zwischen Lapithen und Kentauren auf der Hochzeitsfeier des Peirithoos, war er doch selbst dabei. Mitten in diese ovidianische Kentauromachie, Vers 210–535, fällt der Kyllaros-Mythos, Vers 393–428. Die unten zitierten Hexameter sind in Prosa übersetzt.

### Tod des Kentauren
Die Erzählung beginnt unvermittelt mit einem harten nec – und nicht, Abgrenzung zur vorhergehenden Gemetzelszene, und mit der Ankündigung des drohenden Unheils: Und nicht hat dich, o Kyllarus, den Kämpfenden, deine Schönheit gerettet. Er wird getroffen, von wem bleibt offen, und stirbt: … ein Wurfspieß von der linken Seite flog heran und tiefer als dem Hals die Brust darunter ist (in Höhe des Herzens), o Kyllarus, hat er dich durchbohrt; als darauf der Spieß herausgezogen wurde, ist das Herz, obgleich verletzt (nur) von kleiner Wunde, erkaltet.

### Kyllaros und Hylonome
Zwischen Ankündigung und Vollzug des Unheils beschreibt Ovid seine Schönheit und Liebe zu Hylonome. Das Kentaurenpaar lebt, liebt und kämpft gleichberechtigt, Vers 416–418:
pár amor ést illís: erránt in móntibus úna,

ántra simúl subeúnt; et túm Lapitheía técta

íntraránt paritér, paritér fera bélla gerébant.
Gleich war jenen die Liebe gewesen: sie hatten durchschweift die Berge vereint,

Höhlen gemeinsam betreten; und damals das lapithische Haus (des Peirithoos)

betreten zusammen, zusammen wilde Schlachten geführt.
Gleich beseelt sie die Liebe; vereint durchirren sie Berghöh’n,

Gehn dann gesellt in die Kluft. Auch nun ins lapithische Obdach

Trat miteinander das Paar, und focht miteinander den Blutkampf.
Das historische Präsens vermittelt dem Leser den Eindruck des Augenscheins. Ihre gleichrangige Paarbeziehung wird betont durch eine verwobene chiastische Entfaltung des Wortfelds par/gleich (fett), anfangs variierend, am Ende wiederholend. Kyllaros ist auch stilistisch nicht der dominierende Part.
Hylonome fängt den Getroffenen auf, 424–425: … óraqu(e) ad óra / ádmovet átqu(e) animaé fugiénti obsistere témptat … und den (ihren) Mund an den (seinen) Mund bewegt sie heran und versucht sich der entweichenden Seele entgegenzustellen. Die Wiederholungen (kursiv) und Alliterationen (fett) betonen ihre Seelenverwandtschaft.
Sie will nicht weiterleben:  Als sie den Toten sah …  warf sie sich in den Spieß, der jenen (Kyllaros) durchbohrt hatte, und sterbend umarmte sie ihren Gatten.

## Interpretation
Sie berücksichtigt Erzählfunktion des Kyllaros-Mythos und Ovids Umkehr der Geschlechterrollen und seine Neuausrichtung des Epos.

### Narrativer Aspekt
Genau in ihrer Mitte findet die Kentauromachie den Ruhepunkt und die Ablenkung vom Gemetzel durch die Kyllaros-Hylonome-Episode. Die Gewaltszenen sind kurz und unblutig, das Gemetzel pausiert und der Schwerpunkt liegt auf der Darstellung der Schönheit und Liebe des Kentaurenpaares. Er zeigt, dass es auch andere Kentauren gibt, die nicht so monströs sind, und dass es neben der Welt des Kampfes auch noch die Welt des Friedens und Liebesglücks gibt. Für diesen Zweck wird das halbtierische Paar sehr menschlich dargestellt.

### Inhaltlicher Aspekt
Ovid weicht vom traditionellen Heldenepos ab und zeigt eine gleichberechtigte lyrisch-elegische Liebesbeziehung im Gegensatz zur episch-heroischen Dominanz des Mannes. Der fast noch jugendliche Kyllaros ist Objekt der Begierde, wird von Hylonome umworben und genommen. Ovid spielt mit der Erwartungshaltung des Lesers und kehrt das traditionelle Bild der wilden Kentauren und der Paarbeziehung humorvoll-ironisch um.

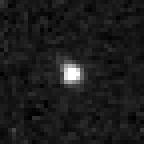
Cyllarus durch das Hubbleteleskop

## Rezeption
- Piero di Cosimo: Schlacht zwischen Lapithen und Kentauren, Gemälde, 1500–1515, im Mittelpunkt das Kentaurenpaar, siehe oben Ausschnitt, das gesamte Bild auf Commons.
- Asteroid: (52975) Cyllarus, 1998 entdeckt und benannt nach dem Kentauren.